# Kenny Ball
Kenneth Daniel Ball, detto Kenny (Ilford, 22 maggio 1930 – Basildon, 7 marzo 2013), è stato un trombettista e cantante britannico.

## Discografia parziale
- Invitation to the Ball – Pye Records – 1960
- Kenny Ball and His Jazzmen – Pye Jazz – 1961
- Gary Miller and Kenny Ball and His Jazzmen – Gary on the Ball – Pye Records – 1961
- The Kenny Ball Show – Pye Jazz – 1962
- Recorded Live! Kenny Ball and His Jazzmen – Kapp Records – 1962
- Midnight in Moscow – Kapp Records – 1962
- The Big Ones – Kenny Ball Style – Pye Jazz – 1963
- The Big Ones Kenny Ball Style – Kapp Records – 1963
- Tribute to Tokyo – Pye Jazz – 1964
- Hello Dolly and 14 Other Big Hits – Pye Golden Guinea Records – 1964
- Kenny Ball & His Jazzmen in Berlin – Amiga – 1969
- King of the Swingers – Fontana Records – 1969
- At the Jazz Band Ball – Marble Arch Records – 1970
- Kenny Ball and His Jazzmen in Berlin 2 – Amiga – 1970
- Let's All Sing a Happy Song – Pye Records – 1973
- Saturday Night at the Mill – Spiral Records – 1977
- In Concert – Nevis – 1978
- Cheers! – Ronco – 1979
- Play the Movie Greats – Music for Pleasure – 1987
- Lighting Up the Town – Intersound – 1990
- Kenny Ball and His Jazzmen – Live in Concert
- Kenny Ball and His Jazzmen – The Golden Collection – 2007
- Kenny Ball and the Jive Aces: Happy Happy Christmas – 2009